# Мертл-Гров (Флорида)
Мертл-Гров (англ. Myrtle Grove) — статистически обособленная местность, расположенная в округе Эскамбия (штат Флорида, США) с населением в 17 211 человек по статистическим данным переписи 2000 года.

## География
По данным Бюро переписи населения США статистически обособленная местность Мертл-Гров имеет общую площадь в 17,09 квадратных километров, водных ресурсов в черте населённого пункта не имеется.
Статистически обособленная местность Мертл-Гров расположена на высоте 23 м над уровнем моря.

## Демография
| Год переписи        | Нас.  |  | %±    |
| ------------------- | ----- |  | ----- |
| 1970                | 16186 |  | —     |
| 1980                | 14238 |  | −12%  |
| 1990                | 17402 |  | 22,2% |
| 2000                | 17211 |  | −1,1% |
| 1970–2000 Источник: |       |  |       |

По данным переписи населения 2000 года в Миртл-Гров проживало 17 211 человек, 4126 семей, насчитывалось 6196 домашних хозяйств и 6811 жилых домов. Средняя плотность населения составляла около 1007,08 человек на один квадратный километр. Расовый состав населённого пункта распределился следующим образом: 75,24 % белых, 13,49 % — чёрных или афроамериканцев, 0,89 % — коренных американцев, 5,01 % — азиатов, 0,30 % — выходцев с тихоокеанских островов, 3,47 % — представителей смешанных рас, 1,60 % — других народностей. Испаноговорящие составили 4,30 % от всех жителей статистически обособленной местности.
Из 6196 домашних хозяйств в 30,3 % воспитывали детей в возрасте до 18 лет, 49,3 % представляли собой совместно проживающие супружеские пары, в 13,5 % семей женщины проживали без мужей, 33,4 % не имели семей. 26,8 % от общего числа семей на момент переписи жили самостоятельно, при этом 9,3 % составили одинокие пожилые люди в возрасте 65 лет и старше. Средний размер домашнего хозяйства составил 2,46 человек, а средний размер семьи — 2,96 человек.
Население статистически обособленной местности по возрастному диапазону по данным переписи 2000 года распределилось следующим образом: 22,2 % — жители младше 18 лет, 15,9 % — между 18 и 24 годами, 29,5 % — от 25 до 44 лет, 19,0 % — от 45 до 64 лет и 13,3 % — в возрасте 65 лет и старше. Средний возраст жителей составил 32 года. На каждые 100 женщин в Миртл-Гров приходилось 104,4 мужчин, при этом на каждые сто женщин 18 лет и старше приходилось 103,2 мужчин также старше 18 лет.
Средний доход на одно домашнее хозяйство статистически обособленной местности составил 33 601 доллар США, а средний доход на одну семью — 39 646 долларов. При этом мужчины имели средний доход в 26 737 долларов США в год против 21 689 долларов среднегодового дохода у женщин. Доход на душу населения статистически обособленной местности составил 33 601 доллар в год. 11,7 % от всего числа семей в населённом пункте и 14,2 % от всей численности населения находилось на момент переписи населения за чертой бедности, при этом 22,3 % из них были моложе 18 лет и 9,8 % — в возрасте 65 лет и старше.